# Palmitinsäuremethylester
Palmitinsäuremethylester ist eine chemische Verbindung aus der Gruppe der Fettsäureester.

## Vorkommen
Palmitinsäuremethylester wird von Bienenlarven (besonders stark von Drohnenlarven) abgegeben. Eine Kairomon-Wirkung der Verbindung konnte jedoch nicht bestätigt werden. Methylpalmitat wurde auch in Pflanzen wie Canarium luzonicum und Saururus cernuus nachgewiesen.

## Gewinnung und Darstellung
Palmitinsäuremethylester kann durch Veresterung von Palmitinsäure mit Methanol oder Alkoholyse von Palmöl plus Vakuumdestillation gewonnen werden.

## Eigenschaften
Palmitinsäuremethylester ist ein brennbarer, schwer entzündbarer, wachsartiger, weißer Feststoff, der praktisch unlöslich in Wasser ist. Die Verbindung weist ein entzündungshemmendes und anti-fibrotisches Potential auf und beugt Bleomycin-bedingten Lungenentzündungen und Fibrosen bei Ratten vor. In geringen Konzentrationen wirkt es stimulierend auf das Wachstum von Pflanzen.

## Verwendung
Palmitinsäuremethylester wird bei der Herstellung von Waschmitteln, Emulgatoren, Netzmitteln, Stabilisatoren, Harzen, Schmierstoffen, Weichmachern und Futtermitteln eingesetzt. Es dient auch als Bezugssubstanz in der Gaschromatographie und Konsistenzgeber in kosmetischen Präparaten.